# Rozszczepienne zaburzenia czucia
Rozszczepienne zaburzenia czucia – zespół objawów neurologicznych spowodowanych uszkodzeniem pojedynczego pasma w rdzeniu kręgowym, w którym tracone jest czucie bólu i temperatury, przy zachowaniu propriocepcji i czucia szczegółowego.
Zmiany dolnej części mostu, rdzenia przedłużonego i górnej części rdzenia kręgowego mogą powodować rozszczepienne zaburzenia czucia bólu i temperatury w obrębie twarzy. Utrata czucia rdzeniowo-wzgórzowego przy zachowanej czynności sznurów tylnych występuje też w uszkodzeniu środkowej części rdzenia.
Rozszczepienny charakter zaburzeń czucia między modalnościami bólu i temperatury a modalnością rodzaju dotyku, rozróżniania dwóch dotykanych punktów, wibracji i propriocepcji występuje w:
- uszkodzeniu środkowej części rdzenia, np. przez demielinizację albo w syringomielii (zespół wewnątrzrdzeniowy)
- uszkodzeniu bocznej części rdzenia przedłużonego
- niedoborze witaminy B12
- uszkodzeniu przedniej części rdzenia.